# Kiduš
Kiduš (hebrejsky קידוש‎, doslova posvěcení) je požehnání recitované nad vínem nebo hroznovou šťávou, jehož obsahem je posvěcení šabatu nebo svátku.
Pojem kiduš také může označovat občerstvení podávané v synagoze po skončení sobotní nebo sváteční modlitby a recitaci zmíněného požehnání.

## Přikázání kiduše
Tóra formuluje v desateru příkaz šabatu dvojím způsobem: jednou přikazuje „zachovávat“ (šamor) a podruhé „pamatovat“ (zachor). To je vyloženo tak, že šabat je třeba dodržovat dvojím způsobem: jednak je potřeba zachovávat zákaz 39 zakázaných prací, jednak je třeba jej výslovně vzpomenout předepsanými rituály, z nichž nejdůležitější je právě kiduš.
Pronesení kiduše v předvečer šabatu je proto považováno za příkaz podle Tóry; kiduš před ranní hostinou je předepsán rabínskými příkazy, stejně jako kiduš o svátcích. U třetího jídla dne (se'uda šlišit) se kiduš obvykle nedělá, ačkoli Rambam uvádí, že i u tohoto jídla by mělo být podáváno víno.
Povinnost kiduše se vztahuje i na ženy, a to přesto, že se jedná o pozitivní přikázání, které je vázáno na určený čas. Důvodem je to, že povinnost připomínat šabat je propojena s povinností zachovávat šabat, která je chápána jako zákaz.

## Rituály
Na počest micvy je zvykem použít pro víno na kiduš ozdobný, nejlépe stříbrný pohár, i když podle halachy postačí i obyčejný pohár. Pohár musí pojmout objem revi'it vína. Poté, co se osoba, která pronesla kiduš, napije vína, je víno z poháru rozděleno ostatním účastníkům kiduše.
Existují různé zvyky ohledně otázky, zda má být kiduš recitován v sedě nebo ve stoje, v závislosti na místě a rodinné tradici.

## Spojení kiduše s hostinou

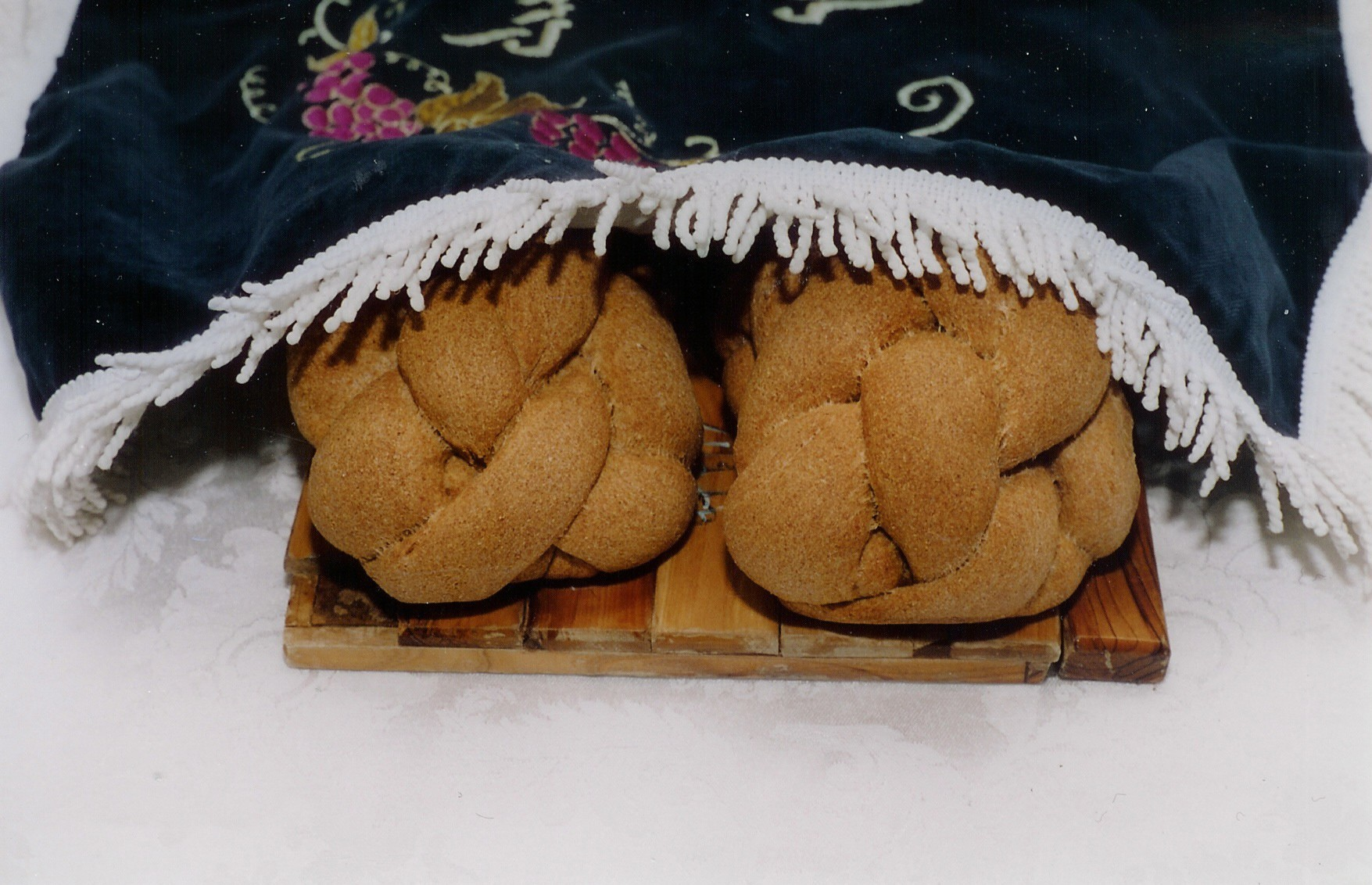
Šabatové chaly

Večerní i ranní kiduš má bezprostředně předcházet hostinu. Další významnou součástí šabatové hostiny jsou proto dva bochníky chleba, označované jako chala nebo také lechem mišne. Podle halachy má mít požehnání nad chlebem přednost před požehnáním nad vínem, které je součástí kiduše; na druhou stranu je zakázáno zahájit hostinu chlebem dříve, než byl pronesen kiduš. Tento rozpor se řeší tak, že se před kidušem přikrývá chala zdobenou dečkou, která ji jakoby odstraní ze stolu, a je možné pronést kiduš. Někteří mají také ve zvyku přinášet chalu na stůl až po recitaci kiduše.
Zvyk přikrývat chalu lze interpretovat i symbolicky: tak jako chráníme neživé předměty (chléb) před urážkou (upřednostnění vína, které by správně mělo následovat až po chlebu), tím spíše bychom měli takovou empatii projevovat i k živým tvorům a ostatním lidem.

## Alternativy pro kiduš nad vínem
Není-li k dispozici víno ani hroznová šťáva, lze večerní kiduš udělat nad chlebem; požehnání nad vínem je v takovém případě nahrazeno požehnáním nad chlebem a rituální umývání rukou, předepsané před jezením chleba, se provádí před kidušem. Některé skupiny, zejména němečtí židé, takto postupují i v případě, kdy je kiduš recitován nad vínem.
Ranní kiduš je možné v případě potřeby pronést i nad jiným nápojem, kterému je v dané společnosti přiznávána dostatečná vážnost (obvykle destilát nebo likér); v takovém případě se říká požehnání še-ha-kol. Vystačí-li vína jen na jeden kiduš, mělo by být použito přednostně na večerní, důležitější kiduš.